# 1,3,5-trinitrobenzen
1,3,5-trinitrobenzenul este un compus organic cu formula chimică C6H3(NO2)3. Este unul dintre principalii derivați trinitrați ai benzenului. Este un solid galben pal, puternic exploziv.

## Obținere și proprietăți
1,3,5-trinitrobenzenul este obținut printr-un proces de decarboxilare al acidului 2,4,6-trinitrobenzoic.
Procesul de reducere al 1,3,5-trinitrobenzenului duce la formarea de 1,3,5-triaminobenzen, care este un precursor pentru obținerea de floroglucinol: